# Entacapone
Entacapone, được bán dưới tên thương hiệu Comtan và các thương hiệu khác, là một loại thuốc thường được sử dụng kết hợp với các loại thuốc khác để điều trị bệnh Parkinson. Entacapone cùng với levodopa và carbidopa cho phép levodopa có tác dụng lâu hơn trong não và làm giảm các dấu hiệu và triệu chứng bệnh Parkinson trong thời gian dài hơn so với điều trị bằng levodopa và carbidopa.
Entacapone là một chất ức chế chọn lọc và có thể đảo ngược của enzyme catechol- <i id="mwEg">O</i> -methyltransferase (COMT). Khi dùng cùng với levodopa (L -DOPA) và carbidopa, entacapone ngăn catechol- O -methyltransferase phá vỡ và chuyển hóa levodopa, dẫn đến sự gia tăng tổng thể của levodopa trong não và cơ thể.
Carbidopa / levodopa / entacapone (Stalevo), một loại thuốc được Orion Pharma phát triển và Novartis tiếp thị, là một viên duy nhất có chứa levodopa, carbidopa, và entacapone.

## Sử dụng trong y tế
Entacapone được sử dụng cùng với levodopa và carbidopa cho những người mắc bệnh Parkinson để điều trị các dấu hiệu và triệu chứng của "hao mòn" cuối liều. "Hao mòn" được đặc trưng bởi sự xuất hiện lại của cả triệu chứng vận động và không vận động của bệnh Parkinson xảy ra vào cuối liều levodopa và carbidopa trước đó. Trong các thử nghiệm lâm sàng, entacapone đã không được chứng minh là làm chậm tiến triển hoặc đẩy lùi bệnh Parkinson.
Entacapone là một loại thuốc hoạt động qua miệng có thể uống cùng hoặc không cùng thức ăn.